# اورکانگر
اورکانگر (به لاتین: Orkanger) یک شهرک در نروژ است که در اورکدال واقع شده‌است. اورکانگر ۶٫۱۵ کیلومتر مربع مساحت و ۸٬۱۰۸ نفر جمعیت دارد و ۱۱ متر بالاتر از سطح دریا واقع شده‌است.